# ヘンリー・T・ウェンステイン
ヘンリー・T・ウェンステイン（Henry T. Weinstein、1924年7月12日 - 2000年9月17日）は、アメリカ合衆国の映画プロデューサー。

## 人物
ニューヨーク・ブルックリンに生まれ、フロリダ州ボカラトンで死去した。
日本語では、姓の表記に揺れがあり、ウェンステインのほか、ウェインスタイン、ワインスタインなどと記されることがある。

## プロデューサ—（製作）として関わったおもな作品
- 女房は生きていた (Something's Got to Give) - 1962年、未完成
- 夜は帰って来ない (Tender Is the Night) - 1962年
- Joy in the Morning - 1965年
- Cervantes - 1967年
- The Promise  - 1969年

## エグゼクティブ・プロデューサー（製作総指揮）として関わったおもな作品
- マジック・クリスチャン - 1969年
- ネレトバの戦い (Bitka na Neretvi) - 1969年
- ジュリアス・シーザー (Julius Caesar) - 1970年
- Tam-Lin - 1970年
- The Homecoming - 1973年
- Butley - 1974年
- Rhinoceros - 1974年
- 暴走機関車 (Runaway Train) - 1985年
- デス・ポイント/非情の罠 (52 Pick-Up) - 1986年
- ラスト・ショー2 (Texasville) - 1990年